# Шашков Зосима Олексійович
Зосима Олексійович Шашков (30 квітня 1905, село Новинки Сольвичегодського повіту Вологодської губернії, тепер Котласького району Архангельської області, Російська Федерація — 14 липня 1984, місто Москва) — радянський діяч, міністр річкового флоту СРСР, міністр морського і річкового флоту СРСР. Кандидат у члени ЦК КПРС у 1952—1961 роках. Депутат Верховної Ради РРФСР 1-го і 5-го скликань. Депутат Верховної Ради СРСР 2-го і 4-го скликань. Кандидат технічних наук, доцент, професор.

## Життєпис
Народився в багатодітній селянській родині. Батько працював бакенщиком, а потім шкіпером на баржі.
У 1918 році Зосима Шашков закінчив Приводинську церковноприходську школу.
У 1918—1922 роках — бакенщик, матрос на річці Двина.
У 1922—1926 роках навчався на суднобудівному відділенні Великоустюзького технікуму водних шляхів сполучення.
У 1926—1929 роках — рульовий-штурвальний, боцман, таксувальник, начальник судноплавного нагляду Північного басейну.
Член ВКП(б) з 1928 року.
У 1929—1930 роках — студент Московського інституту інженерів транспорту. У 1930—1933 роках — студент штурманського відділення Ленінградського інституту інженерів водного транспорту. З 1933 року — аспірант Горьковського інституту інженерів водного транспорту.
У 1933—1937 роках — викладач, завідувач лабораторії, декан факультету Горьковського інституту інженерів водного транспорту.
У 1937—1938 роках — директор Горьковського інституту інженерів водного транспорту.
20 лютого 1938 — 9 квітня 1939 року — заступник народного комісара водного транспорту СРСР.
9 квітня 1939 — 15 березня 1953 року — народний комісар (міністр) річкового флоту СРСР. Одночасно 14 лютого 1942 — 18 травня 1944 року — член Транспортного комітету при Державному комітеті оборони СРСР.
15 березня 1953 — 25 серпня 1954 року — міністр морського і річкового флоту СРСР.
25 серпня 1954 — 21 травня 1956 року — міністр річкового флоту СРСР.
6 червня 1956 — 22 жовтня 1960 року — міністр річкового флоту Російської РФСР.
У 1961—1963 роках — заступник начальника відділу транспорту та зв'язку Державної економічної ради Ради міністрів СРСР.
У 1963—1965 роках — заступник начальника відділу народногосподарського обліку по транспорту і зв'язку Державного планового комітету Ради міністрів СРСР. У 1965—1967 роках — заступник начальника відділу транспорту Державного планового комітету Ради міністрів СРСР.
З серпня 1967 року — персональний пенсіонер союзного значення в Москві.
Помер 14 липня 1984 року. Похований в Москві на Новодівочому цвинтарі.

## Нагороди і звання
- три ордени Леніна (5.05.1955,)
- орден Жовтневої Революції (29.04.1975)
- орден Трудового Червоного Прапора
- медалі
- генерал-директор річкового флоту (1.09.1947)